# Коммаш
АО «Мценский завод "Коммаш"» — предприятие российского машиностроения в г. Мценск (Орловская область), один из ведущих российских производителей и экспортеров коммунальной и дорожной техники.

## История

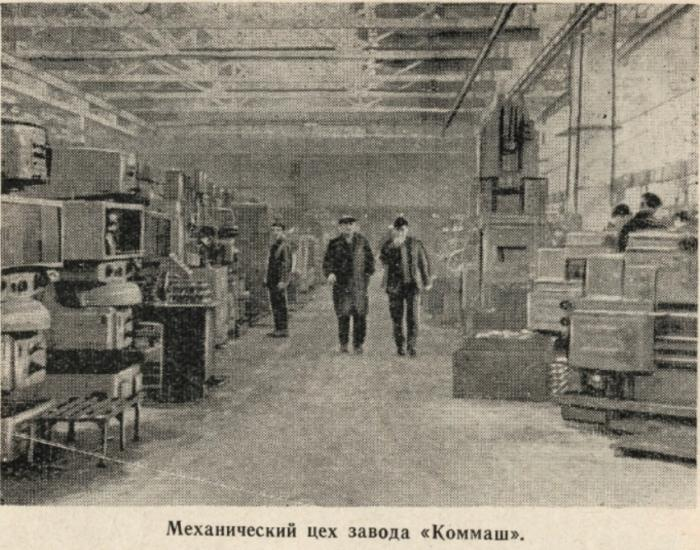
Механический цех завода «Коммаш»

Основан 17 июля 1956 года как Мценский механический завод на базе территории Бородинского спиртзавода, производил латковые вагонетки и металлические ёмкости объёмом 3 и 5 кубометров. На 1958 год на заводе работали 180 человек. 
В начале 1959 года завод переименован в «завод дорожно-уборочных машин», в конце 1959 года решением Совета министров РСФСР – в  Мценский завод коммунального машиностроения.
1 мая 1959 года начался выпуск первых поливомоечных машин. В это же время шло строительство и реконструкция завода. 
В 1960-х и 1970-х годах были построены жилой миркорайон «Коммаш» для работников завода, спортивный комплекс «Коммаш» и основан одноимённый футбольный клуб.
До 1992 года входил в состав Министерства строительного, дорожного и коммунального машиностроения CCСР.
27 мая 1992 года завод приватизирован в форме акционерного общества. 
В июне 2016 года сообщалось о сокращении заводом 31 работника и о неполном режиме работы.
По данным мэрии Мценска, объём отгружаемой продукции в 2023 году к уровню 2022 года составил «минус 2,5%».

## Выпускаемая продукция
- ПМ-20 (1963-1975)

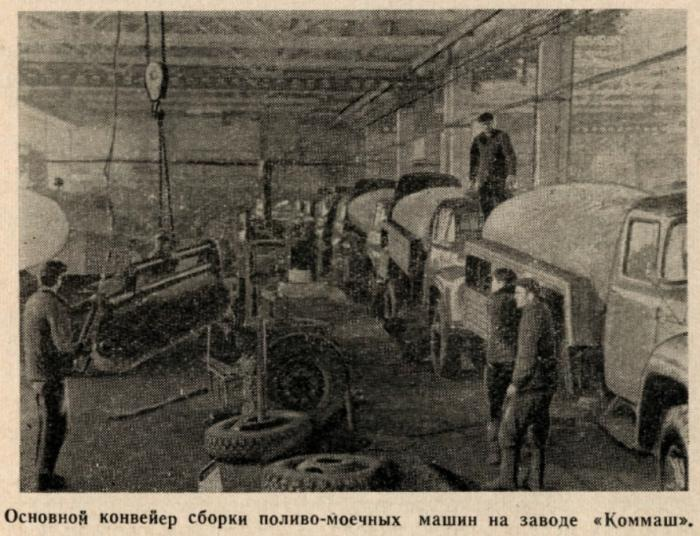
Производство на конвейере

- ПМ-130Б (с 10 декабря 1975 года до ???)

## Директора завода
- Рябов Евгений Евгеньевич (1964-1965)
- Коцюржинский Геннадий Васильевич (1965-1969)
- Ткаченко Анатолий Александрович (1969-1979)
- неизвестно (1979-1986)
- Сасин Виктор Леонидович (с 1986)